# Závadka nad Hronom zastávka (przystanek kolejowy)
Závadka nad Hronom zastávka – przystanek kolejowy znajdujący się we wsi Závadka nad Hronom w kraju bańskobystrzyckim na linii kolejowej 172 Banská Bystrica – Červená Skala na Słowacji.